# Златко Ангелов
Златко Радославов Ангелов е български писател емигрант в САЩ, преводач и журналист.

## Биография
Златко Ангелов по образование е лекар. През годините работи като преподавател по анатомия, участъков лекар, журналист, преводач и писател на медицински теми. Печата статии в различни български издания през 80-те години на ХХ век. Негови преводи (в съавторство с Румяна Слабакова) на творби от Джон Ъпдайк, Уилям Тревър, Пол Теру, Гор Видал и Айрис Мърдок са отпечатани в списанията „Съвременник“, „Панорама“ и Служебния бюлетин на СБП.
През 1991 г. е отпечатан негов учебник по биология в издателство „Народна просвета“.
Емигрира от България в Канада през 1992 г. През 1999 г. имигрира в САЩ. Живее и работи в гр. Айова Сити, щат Айова. През 2011-12 живее в Сан Себастиян, Испания, а през юни 2013 се премества да живее в Саутхамптън, Великобритания. От януари, 2016 живее в Каталуния, Баща на шест деца.
В Айова Сити Ангелов работи като медицински писател и редактор от 1999 до 2009, а след това, до есента на 2013 – като редактор в Международната писателска програма към Университета в Айова. През 2007 г. започва да пише отново на български език, благодарение на покана от списание „Съвременник“, където отпечатва пет есета за Америка (4/2007, 2/2008, 1/2009, 1/2010 и 4/2014). Тези есета са публикувани под заглавието „Моята Америка“ от издателство „Ерго“, София, през януари 2015.
През 2012 г. издателство „Сиела“ публикува първата му книга с художествена проза: сборник от пет новели, озаглавен „Еротични спомени“. Като продължение на една от новелите в този сборник, Златко Ангелов написва три разказа с автобиографичен характер, които издателство „Скалино“, София публикува през януари 2014 г. под заглавие „Любов на Boogie Street“.
След 2012 г. Златко Ангелов пише редовно есета, културни коментари и литературна критика в личния си блог, във в-к „Литературен вестник“ и сайтовете „Либерален преглед“, „Площад Славейков“, „Public Republic“ и „Прово“.
През 2020 г. ИК „Знаци“ публикува романа на Златко Ангелов „Хотелът на спомените“.